# Letheobia graueri
Letheobia graueri är en ormart som beskrevs av Sternfeld 1912. Letheobia graueri ingår i släktet Letheobia och familjen maskormar. IUCN kategoriserar arten globalt som livskraftig. Inga underarter finns listade i Catalogue of Life.
Arten förekommer med flera från varandra skilda populationer i centrala Afrika. Den hittas i Uganda, Kongo-Kinshasa, Rwanda, Burundi och västra Tanzania. Habitatet är fuktiga delar av det öppna skogslandskapet Miombo. Individerna gräver i marken och de hittas även på odlingsmark. Honor lägger ägg.